# 圣马尔德库泰
圣马尔德库泰（法語：Saint-Mars-de-Coutais，法語發音：[sɛ̃ maʁ də kutɛ] ⓘ）是法国大西洋卢瓦尔省的一个市镇，位于该省西南部，属于南特区。

## 地理
圣马尔德库泰（47°6'45.90"N, 1°44'7.56"W）面积34.67 平方千米，位于法国卢瓦尔河地区大区大西洋卢瓦尔省，该省份为法国西北部沿海省份，位于布列塔尼半岛东南部，北起伊勒-维莱讷省，西北接莫尔比昂省，西临大西洋，南至旺代省，东临曼恩-卢瓦尔省。
与圣马尔德库泰接壤的市镇（或旧市镇、城区）包括：布艾、马什库勒-圣梅姆、圣佩尔港、圣莱热莱维涅、圣吕米纳德库泰、圣帕扎娜、圣菲尔贝德格朗略。
圣马尔德库泰的时区为UTC+01:00、UTC+02:00（夏令时）。

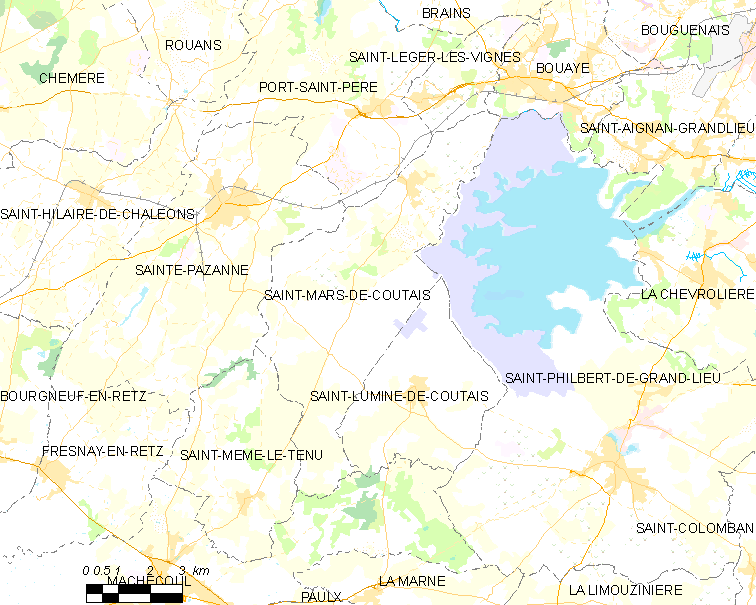
圣马尔德库泰的OSM定位图

## 行政
圣马尔德库泰的邮政编码为44680，INSEE市镇编码为44178。

## 政治
圣马尔德库泰所属的省级选区为马什库勒-圣梅姆县。

## 人口

1962-2008年间圣马尔德库泰人口变化图示

圣马尔德库泰于2022年1月1日时的人口数量为2644人。